# Алёшкино (Тереньгульский район)
Алёшкино — село в Тереньгульском районе Ульяновской области. Входит в состав Белогорского сельского поселения.

## География
Село Алёшкино расположено в верховьях реки Уса, в 30 км к юго-западу от районного центра. Высота над уровнем моря 130 м. 

## История
В 1780 году, при создании Симбирского наместничества, деревня Алешкина, при ключе, крещёных чуваш, вошла в состав Сенгилеевского уезда.
На 1859 год деревня Алешкино, удельных крестьян, входило в 1-й стан, по тракту из г. Сенгилея к с.Тереньге, Сенгилеевского уезда Симбирской губернии.
В 1897 году в селе был построен деревянный храм, на средства выданные из Св. Синода. Престол в нём —  честь Казанской иконы Божьей Матери.

## Население
| 2010 |
| ---- |
| 95   |

В 1900 г. в 161 двор. 553 м. и 635 ж.

## Инфраструктура
В селе есть почта, библиотека. и магазин на дому. Обелиск (1986 г.)
В селе 3 улицы: Заречная, Песигина и Школьная.

## Известные уроженцы
- Андрей Дунаев — генерал-лейтенант, бывший министр внутренних дел России.

- гвардии мл. лейтенант Песигин Василий Алексеевич (1921—20.08.1943) — летчик 3 авиаэскадрильи 74 гвардейского Сталинградского штурмового авиаполка.

Источник: МЕМОРИАЛ"
20.08.1943 года экипаж ИЛ-2 летчик гв. мл. лейтенант Песигин Василий Андреевич 1921 г. р и воздушный стрелок гв. мл. с-нт Шамо Иван Захарович вылетели на штурмовку танков противника в районе Саур-Могильский. Самолет был подбит из танка . На подбитом самолете летчик с бомбами врезался в группу вражеских танков. Погиб.
Источник: Дата создания документа: 10.06.1944 г. Архив: ЦАМО, Фонд: 20002, Опись: 1, Дело: 58, Лист начала документа в деле: 1 Авторы документа: 1 гв. шад
" На втором заходе при пикировании самолет гв.мл. л-нта Песигина был подбит огнем из танков и с высоты 200 метров перешел в штопор. Сделал полтора витка и не прекращая стрельбы врезался в группу вражеских танков. Самолет ИЛ 2 № 2456 сгорел. Экипаж летчик гв. мл. лейтенант Песигин Василий Андреевич и воздушный стрелок гв. мл. с-нт Шамо Иван Захарович героически погибли"
Источник: Боевые донесения, оперсводки. № документа: 1, Дата создания документа: 20.08.1943 г. Архив: ЦАМО, Фонд: 22185, Опись: 0214767с, Дело: 0001, Лист начала документа в деле: 74 Авторы документа: 74 гв. шап, майор Макаров, гв. майор Дунаев.